# Ramón Fernández Mato
Ramón Fernández Mato (Cespón, Boiro, província de la Corunya, 13 de maig de 1889 - Vilagarcía de Arousa, 22 de novembre de 1980) fou un periodista, metge i polític gallec, oncle de l'escriptor Manuel María. Fou diputat a les Corts Republicanes i governador civil.

## Biografia
Va estudiar amb els escolapis de Monforte de Lemos, i allí publicà les seves primeres col·laboracions al setmanari El Cantaclaro. Estudià medicina a la Universitat de Santiago de Compostel·la.
Era amic personal d'Alfonso Rodríguez Castelao (amb qui va fundar la revista Galicia Moza) i de Ramón María del Valle Inclán. En 1910 presidí a Santiago l'associació Joven Galicia que exigia la creació de la càtedra de llengua i literatura galaicoportuguesa a la Universitat i que es fes teatre en gallec. Milità en el moviment Acción Gallega de Basilio Álvarez Rodríguez. Fundà el diari El Pueblo Gallego i la primera biblioteca marinera del món a Bouzas (Vigo). També fou president del Real Club Celta de Vigo i del Centro Gallego de Madrid, i membre de la Real Academia Galega. Com a escriptor, va ser prolífic en obres dramàtiques, moltes d'elles estrenades amb èxit en Buenos Aires, on va viure entre 1914 i 1915.
Durant la Segona República va ser governador civil de Cadis, Ciudad Real, Jaén i Màlaga, així com director general de Seguretat, durant els governs de Lerroux, Portela Valladares i Casares Quiroga. Incorporat al Partit del Centre Democràtic, en les eleccions generals de 1936 va obtenir l'acta de diputat per Lugo. Durant la Guerra Civil va mantenir la seva lleialtat a les institucions republicanes, raó per la qual va haver d'exiliar-se en acabar la guerra. Va residir en Cuba, Veneçuela i República Dominicana, on va dirigir el diari La Nación i es posà sota la protecció del dictador Leónidas Trujillo. El 1965 va tornar a Galícia, on va morir el 22 de novembre de 1980.

## Obres

### Narrativa
- 1913: El atrio profanado.
- 1929: La tragedia del delantero centro.

### Teatre
- 1914: La galleguita. Zarzuela en un acto amb José Ramón Lence (estrenada al Teatro de la Comedia de Buenos Aires el 22 d'octubre).
- La retirada.
- El altar.
- 1917: Muros de oro.
- 1922: Heroica cobardía.
- Estirpe.
- Yo quiero ser monja.
- La montaña.

### Poesia
- 1931: Títeres del corazón.

### Assaig
- 1916: Patriotismo. Conferencia al “Círculo de las Artes” el dia 6 de novembre de 1916 (Lugo, 1916).
- 1941: Con los ojos del recuerdo. España.
- 1945: Trujillo o la transfiguración dominicana.
- 1964: Galicia como emoción y realidad.
- 1965: La pelea gozosa.